# Paraleyrodes minei
Paraleyrodes minei es un hemíptero de la familia Aleyrodidae, con una subfamilia: Aleyrodinae.
Fue descrita científicamente por primera vez por Iaccarino en 1990.